# Jonah Jones
Jonah Jones, geboren als Robert Elliott Jones (Louisville, 31 december 1908 - New York, 30 april 2000), was een Amerikaanse jazztrompettist van de swing.

## Carrière
Zijn opkomst in de jazzmuziek had hij reeds op 11-jarige leeftijd in de Booker T. Washington Community Center Band van zijn geboortestad, waarin ook Dicky Wells begon en waar hij zijn bijnaam Jonah kreeg. Zijn eerste professionele verbintenis kreeg hij zoals vele toenmalige jazzmuzikanten op de raderboten op de Mississippi en de Ohiorivier. In 1928 vervoegde hij zich bij de band van Horace Henderson en speelde van 1930 tot 1931 in de band van Jimmie Lunceford. Daarna sloot hij zich van 1932 tot 1934 en van 1936 tot 1940 aan bij de Onyx Club-band van de swing-violist Stuff Smith in New York. Daarnaast werkte hij voor Lil Hardin Armstrong, McKinney's Cotton Pickers (1935), Benny Carter (1940/41) en Teddy Wilson.
Van 1941 tot 1950 was hij lid van de band van Cab Calloway (solist op Jonah Joins the Cab, 1943), waar hij onder andere meespeelde in een Porgy and Bess-productie in het orkest en in een kleine rol, zoals ook weer in 1953 in Broadway. In 1946 nam hij in Parijs I'm Headin' for Paris op voor Swing Records. Begin jaren 1950 was hij bij Earl Hines (1952/53) en werkte hij bij Lionel Hampton, werkte in 1954 een zeer succesvolle Europese tournee af, voordat hij in 1955 een eigen kwartet formeerde, dat speelde in het Embers. Met On The Street Where You Live hadden ze een miljoenen-hit en kregen ze in 1958 een Grammy Award voor het album I Dig Chicks (Best Jazz Group Performance). Jones werd een ster, trad op bij de televisie in een Fred Astaire-show en tijdens gala's wellicht met Reinier III van Monaco, de Thaise koning Bhumibol Adulyadej en president Lyndon B. Johnson. Tot in de jaren 1980 verzorgde hij succesvolle wereldwijde tournees, waaronder in 1988 in Europa.

## Privéleven en overlijden
Jones was getrouwd met zijn jeugdvriendin Elisabeth Bowles, die zelf muzikante was. Hij had vier kinderen. Jonah Jones overleed op 30 april 2000 op 92-jarige leeftijd.

## Discografie
- Jonah Jones 1936–1945 (Classics), met Tyree Glenn, Joe Marsala, Buster Bailey, Ike Quebec, Clyde Hart, Eddie Condon, John Kirby, Milt Hinton, Cozy Cole, George Wettling, J.C. Heard

- Biblioteca Nacional de España: XX1136589
- Bibliothèque nationale de France: cb13895732k (data)
- Gemeinsame Normdatei: 134618149
- International Standard Name Identifier: 0000 0000 7839 6659
- Library of Congress Control Number: n85138033
- MusicBrainz: d5fc2a70-7784-4877-84d3-473c99c09833
- Nationale Bibliotheek van Polen: a0000003516447
- Nederlandse Thesaurus van Auteursnamen: 098260847
- Réseau des bibliothèques de Suisse occidentale: 02-A016463485
- Istituto Centrale per il Catalogo Unico: MILV194976
- SNAC: w68p7g30
- Système universitaire de documentation: 156479419
- Virtual International Authority File: 24787511
- WorldCat: E39PCjqWKXw7vMx7Y6fBJPK883